# Олимпийская ассоциация Бермудских Островов
Олимпийская ассоциация Бермуд (англ. Bermuda Olympic Association; уникальный код МОК — BER) — организация, представляющая Бермудские Острова в международном олимпийском движении. Штаб-квартира расположена в Гамильтоне. Ассоциация основана в 1935 году, в 1936 году была принята в МОК, является членом ПАСО, организует участие спортсменов из Ямайки в Олимпийских, Панамериканских играх и других международных соревнованиях. 